# Реквава, Константин Филиппович
Константин Филиппович Реквава (21 мая 1910, Туапсе, Российская империя — 24 февраля 1968, похоронен в Поти, ГССР, СССР) — начальник Потийского морского торгового порта Министерства морского флота СССР (Грузинская ССР), Герой Социалистического Труда (1960).

## Биография
Родился 21 мая 1910 года в городе Туапсе (ныне Краснодарский край, Россия) в грузинской семье служащих.
Завершив обучение в 1926 году в Потийской средней школе, успешно был зачислен в индустриальный техникум, стал обучаться на механическом отделении. Завершил обучение в нём в 1930 году. С 1930 по 1931 год трудился монтажником-электриком, а с 1931 года стал работать техником по судоремонту и судостроению в Рионском пароходстве в Грузинской ССР. С 1932 по 1937 год проходил обучение в Ленинградском институте инженеров водного транспорта, одновременно осуществлял трудовую деятельность в должности инструктора технического нормирования Северо-Западного управления речного транспорта в городе Ленинграде.
В 1937 году назначен на должность начальника отдела малой механизации порта, а в октябре 1937 года стал выполнять обязанности начальника Потийского морского торгового порта (МТП) в городе Поти Грузинской ССР. На должности управляющего портом проработал более 30 лет до самой смерти. С 1939 года член ВКП(б).
Указом Президиума Верховного Совета СССР от 3 августа 1960 года «за выдающиеся успехи, достигнутые в деле развития морского транспорта» удостоен звания Героя Социалистического Труда с вручением ордена Ленина и золотой медали «Серп и Молот».
Активный участник общественно-политической жизни города и региона. Избирался депутатом Верховного Совета Грузинской ССР и Потийского городского Совета, являлся членом бюро Потийского горкома Компартии Грузии.
Проживал в городе Поти. Умер 24 февраля 1968 года.

## Награды
- Награждён орденами Ленина (03.08.1960), Трудового Красного Знамени (04.06.1942) и медалями, в том числе «За трудовую доблесть» (29.03.1952)[1].
- Заслуженный инженер Грузинской ССР[1].